# Ibsã
Ibsã ou Ibzã (hebraico: אִבְצָן, Iḇṣān; grego: Ἀβαισσάν; latim: Abesan, "ilustre"), foi um dos juízes de Israel, pertenceu a tribo de Judá.
Ibsã foi o 9º Juiz sobre Israel, julgou a Israel sete anos (1103 a 1 096 a.C.). Pouco se sabe a respeito de Ibsã, a não ser que morava em Belém, pertencia a tribo de Judá, e que ele tinha trinta filhos, e trinta filhas que casou fora; e trinta filhas que trouxe de fora para seus filhos.
Sua História é contada na Bíblia no livro de Juízes 12:8,9.